# 2010-es önkormányzati választás Hajdúnánáson
A 2010-es önkormányzati választásokat október 3-án bonyolították le valamennyi magyar településen. Hajdúnánáson a rendszerváltás óta hatodik alkalommal szavaztak a polgárok az önkormányzat összetételéről.
Az előző választás alkalmával a képviselő-testületben többséget szerző Fidesz, illetve a polgármester mögött álló Hajdúnánásért Tevékenykedők Független Egyesülete (HTFE) az MSZP-vel közösen állított polgármester- és képviselőjelölteket. A Jobbik és a Hajdúnánásért Európai Szemlélettel Egyesület csak képviselőjelölteket indított. Független jelöltként indult a 4. választókerületben Szemán István.
A választáson a Fidesz jelöltjei mind a 8 választókörzetben győztek, Szólláth Tibor pedig a szavazatok 62%-át megszerezve vehette át a polgármesteri pozíciót dr. Éles Andrástól. Kompenzációs listáról a HTFE-MSZP, a HESZE és a Jobbik 1-1 főt delegálhatott a testületbe. 

## A választás rendszere
A települési önkormányzati választásokat az országosan megrendezett általános önkormányzati választások részeként tartották meg. A szavazók a helyi képviselők és a településük polgármestere mellett, a megyei közgyűlések képviselőire is ekkor adhatták le a szavazataikat. A választásokat 2010. október 3-án, vasárnap bonyolították le.
A települési képviselőket választókerületenként választhatták meg a polgárok. A település méretétől (lakóinak számától) függtek a választókerületek, s így a megválasztható képviselők száma is. A képviselők nagyjából négyötöde az egyéni választókerületekben nyerte el a megbízatását, míg egyötödük úgynevezett „kompenzációs”, azaz kiegyenlítő listán. A listákra közvetlenül nem lehetett szavazni. Az egyéni választókerületekben leadott, de képviselői helyet nem eredményező szavazatokat összesítették és ezeket a töredékszavazatokat osztották el arányosan a listák között.

### Választókerületek
| Választókerületek | Választókerületek | Választókerületek | Választókerületek |
| EVK               | Polgárok          | Jelölt            |                   |
| ----------------- | ----------------- | ----------------- | ----------------- |
| 01                | 1811              | 4                 |                   |
| 02                | 1854              | 4                 |                   |
| 03                | 1853              | 4                 |                   |
| 04                | 1902              | 5                 |                   |
| 05                | 1717              | 4                 |                   |
| 06                | 1810              | 4                 |                   |
| 07                | 1665              | 4                 |                   |
| 08                | 1727              | 4                 |                   |
| ∑                 | 14 339            | 33                |                   |

A képviselő-testület létszáma 2010-ben jelentősen változott, 17-ről 11 főre csökkent. A szabályok szerint a települési képviselő-testületek létszáma a település lakosságszámához igazodott. A választópolgárok száma 2010-ben 14.339 fő volt.
A képviselők közül nyolcat az egyéni választókerületekben választhattak meg a polgárok, három fő a kompenzációs listákról nyerte el a mandátumot. Korábban 10 egyéni választókerület volt kialakítva, valamint 7 képviselő került be kompenzációs listáról.
Tedej településrész a 8. választókerület része 2010 óta (korábban a 10-es körzethez tartozott).

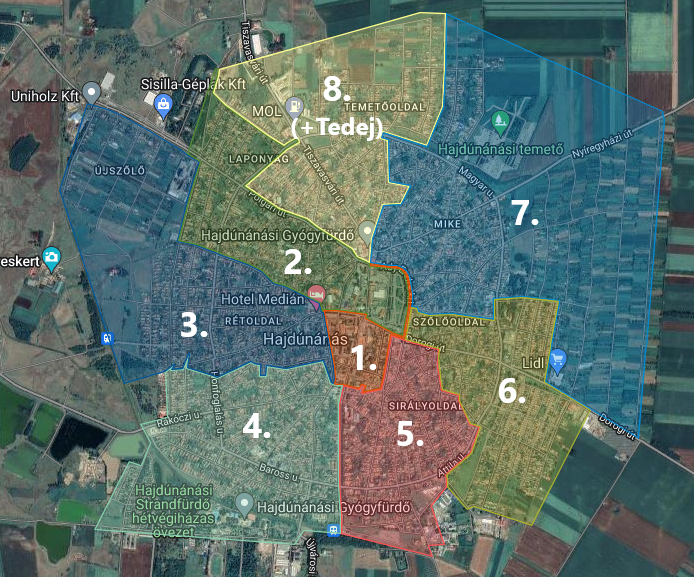
Hajdúnánás egyéni választókerületei 2010 óta

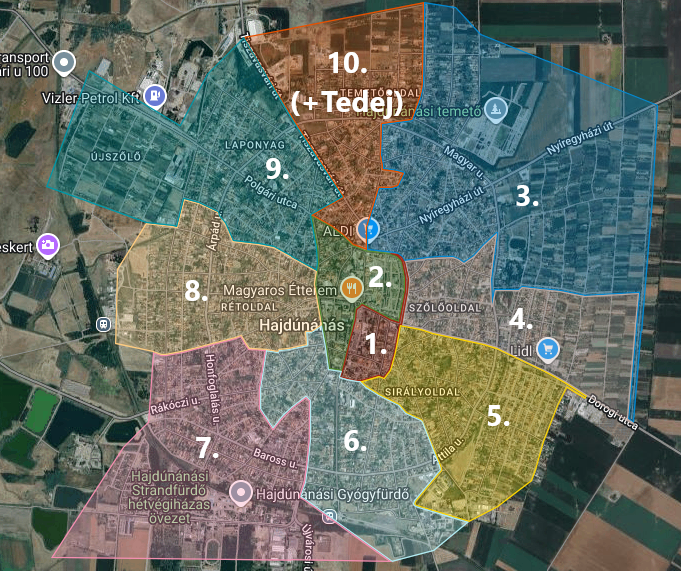
Hajdúnánás egyéni választókerületei 1994 és 2010 között

A polgármester-választás tekintetében a város egy választókerületet alkotott, így minden polgár szavazata egyenlő mértékben érvényesülhetett.

## Előzmények
A 2006-os választás eredményeként dr. Éles András polgármester (HTFE-MSZP) a szavazatok 48%-át megszerezve kezdhette meg negyedik ciklusát a település élén, ám a testületben 9 fővel a Polgári Összefogás (Fidesz-KDNP-Polgári Kör-Hajdúnánási Ipartestület) szerzett többséget a képviselői szavazatok 48%-át megszerezve. Jelöltjeik 8 választókerületben végeztek az élen, míg a baloldali koalíció csak 2 körzetben tudott győzni a korábbi 7 helyett. 4 mandátumhoz jutott az MSZP (25%), 3-at szerzett a HTFE (16%), valamint egy képviselőt delegálhatott a testületbe az újonnan alakult Hajdúnánásért Európai Szemlélettel Egyesület (HESZE) (11%) Török István személyében. A képviselő-testület 2007 májusában két társadalmi megbízatású alpolgármestert választott meg: Oláh Miklóst a baloldali pártok, dr. Juhász Endrét a jobboldali pártok jelöltjeként. 2008 májusában lemondott mandátumáról dr. Csorvási István képviselő, ám mivel a jobboldali pártok már nem tudtak helyette új képviselőt delegálni a listáról, a testület 16 fővel fejezte be a ciklust 2010-ben.
A 2006-2010-es ciklus képviselői:
- Dr. Éles András polgármester (6. EVK., HTFE-MSZP)
- Oláh Miklós alpolgármester (1. EVK., MSZP)
- Dr. Juhász Endre László alpolgármester (2. EVK., Fidesz-KDNP-Polgári Kör)
- Dombi György Levente (3. EVK., Fidesz-KDNP-Polgári Kör)
- Buczkó József (4. EVK., Fidesz-KDNP-Polgári Kör-Hajdúnánási Ipartestület)
- Kállai Sándor (5. EVK., Hajdúnánási Ipartestület-Fidesz-KDNP-Polgári Kör)
- Dr. Kiss József (7. EVK., Fidesz-KDNP-Polgári Kör)
- Tóth Imre (8. EVK., Fidesz-KDNP-Polgári Kör)
- Szabóné Marth Éva (9. EVK., Fidesz-KDNP-Polgári Kör-Hajdúnánási Ipartestület)
- Szólláth Tibor Zoltán (10. EVK., Fidesz-KDNP-Polgári Kör-Hajdúnánási Ipartestület)
- Dr. Csorvási István Tamás (kompenzációs lista, Fidesz-KDNP-Polgári Kör) (2008 májusában lemondott mandátumáról)
- Balogh Zsigmond (kompenzációs lista, HTFE)
- Boros Miklós (kompenzációs lista, HTFE)
- Kőrösiné Bódi Judit (kompenzációs lista, MSZP)
- László Sándor (kompenzációs lista, MSZP)
- Miltner Attila (kompenzációs lista, MSZP)
- Török István (kompenzációs lista, HESZE)

|      |                                                  |           |           |
| Párt | Párt                                             | Képviselő | Képviselő |
|      | Fidesz-KDNP-Polgári Kör-Hajdúnánási Ipartestület | 9         | 52,9%     |
|      | MSZP                                             | 4         | 23,5%     |
|      | HTFE                                             | 3         | 17,6%     |
|      | HESZE                                            | 1         | 5,9%      |

| Szervezetek                                      | Képviselő-testületi helyek | Képviselő-testületi helyek | Képviselő-testületi helyek | Képviselő-testületi helyek | Képviselő-testületi helyek | Képviselő-testületi helyek | Képviselő-testületi helyek | Képviselő-testületi helyek | Képviselő-testületi helyek | Képviselő-testületi helyek |    | Σ  |
| Szervezetek                                      | Képviselő-testületi helyek | Képviselő-testületi helyek | Képviselő-testületi helyek | Képviselő-testületi helyek | Képviselő-testületi helyek | Képviselő-testületi helyek | Képviselő-testületi helyek | Képviselő-testületi helyek | Képviselő-testületi helyek | Képviselő-testületi helyek | vk | Σ  |
| ------------------------------------------------ | -------------------------- | -------------------------- | -------------------------- | -------------------------- | -------------------------- | -------------------------- | -------------------------- | -------------------------- | -------------------------- | -------------------------- | -- | -- |
| Fidesz-KDNP-Polgári Kör-Hajdúnánási Ipartestület |                            |                            |                            |                            |                            |                            |                            |                            |                            |                            | 8  | 9  |
| Fidesz-KDNP-Polgári Kör-Hajdúnánási Ipartestület |                            |                            |                            |                            |                            |                            |                            |                            |                            | 1                          |    | 9  |
| MSZP                                             |                            |                            |                            |                            |                            |                            |                            |                            |                            |                            | 1  | 4  |
| MSZP                                             |                            |                            |                            |                            |                            |                            |                            |                            |                            | 3                          |    | 4  |
| HTFE                                             |                            |                            |                            |                            |                            |                            |                            |                            |                            |                            | 1  | 3  |
| HTFE                                             |                            |                            |                            |                            |                            |                            |                            |                            |                            | 2                          |    | 3  |
| HESZE                                            |                            |                            |                            |                            |                            |                            |                            |                            |                            |                            | 0  | 1  |
| HESZE                                            |                            |                            |                            |                            |                            |                            |                            |                            |                            | 1                          |    | 1  |
| Összesen                                         |                            |                            |                            |                            |                            |                            |                            |                            |                            |                            | 10 | 17 |
| Összesen                                         | 7                          |                            |                            |                            |                            |                            |                            |                            |                            |                            |    | 17 |

## Jelöltek
| Szervezet   | Szervezet                                        | Szervezet                              | Szervezet                              | Polgár- mester- jelölt | Képviselőjelöltek     | Képviselőjelöltek  | Képviselőjelöltek  | Képviselőjelöltek  | Képviselőjelöltek  |
| Szervezet   | Szervezet                                        | Szervezet                              | Szervezet                              | Polgár- mester- jelölt | Egyéni jelöltek száma | Kompenzációs lista | Kompenzációs lista | Kompenzációs lista | Kompenzációs lista |
|             | neve                                             | jellege                                | hatóköre                               | Polgár- mester- jelölt | Egyéni jelöltek száma | #.                 | neve               | típusa             | jelöltek száma     |
| ----------- | ------------------------------------------------ | -------------------------------------- | -------------------------------------- | ---------------------- | --------------------- | ------------------ | ------------------ | ------------------ | ------------------ |
|             | Hajdúnánásért Európai Szemlélettel Egyesület     | társ.                                  | helyi                                  |                        | 8                     | 1.                 | HESZE              | önálló             | 9                  |
|             | Hajdúnánásért Tevékenykedők Független Egyesülete | társ.                                  | helyi                                  | ✓                      | 8                     | 2.                 | HTFE-MSZP          | közös              | 9                  |
|             | Magyar Szocialista Párt                          | párt                                   | országos                               | ✓                      | 8                     | 2.                 | HTFE-MSZP          | közös              | 9                  |
|             | Jobbik Magyarországért Mozgalom                  | párt                                   | országos                               |                        | 8                     | 3.                 | Jobbik             | önálló             | 8                  |
|             | Fidesz – Magyar Polgári Szövetség                | párt                                   | országos                               | ✓                      | 8                     | 4.                 | Fidesz             | önálló             | 9                  |
|             |                                                  |                                        |                                        |                        |                       |                    |                    |                    |                    |
|             | szervezet nélküli (független) jelöltek           | szervezet nélküli (független) jelöltek | szervezet nélküli (független) jelöltek |                        | 1                     |                    |                    |                    |                    |
| 5 szervezet | 5 szervezet                                      | 5 szervezet                            | 5 szervezet                            | 2                      | 33                    | 4 lista            | 4 lista            | 4 lista            | 35                 |

### Képviselőjelöltek

#### Egyéni választókerületi jelöltek
|                                     | Egyéni választókerületek | Egyéni választókerületek | Egyéni választókerületek | Egyéni választókerületek | Egyéni választókerületek | Egyéni választókerületek | Egyéni választókerületek | Egyéni választókerületek | ∑  |
| 01                                  | 02                       | 03                       | 04                       | 05                       | 06                       | 07                       | 08                       |                          | ∑  |
| ----------------------------------- | ------------------------ | ------------------------ | ------------------------ | ------------------------ | ------------------------ | ------------------------ | ------------------------ | ------------------------ | -- |
| Független jelöltek                  | -                        | -                        | -                        | 1                        | -                        | -                        | -                        | -                        | 1  |
| Szervezetek által állított jelöltek |                          |                          |                          |                          |                          |                          |                          |                          |    |
| HESZE                               |                          |                          |                          |                          |                          |                          |                          |                          | 8  |
| HTFE-MSZP                           |                          |                          |                          |                          |                          |                          |                          |                          | 8  |
| Jobbik                              |                          |                          |                          |                          |                          |                          |                          |                          | 8  |
| Fidesz                              |                          |                          |                          |                          |                          |                          |                          |                          | 8  |
| Összesen                            | 4                        | 4                        | 4                        | 5                        | 4                        | 4                        | 4                        | 4                        | 33 |

Aláhúzva a hivatalban lévő körzeti képviselők. Ott, ahol nem indult el az addigi képviselő, ott az ő jelölő szervezete van aláhúzva. A körzetátalakítások miatt a 3-as körzetben két jelölt neve van aláhúzva, dr. Juhász Endre a korábbi 2-es, Tóth Imre pedig a korábbi 8-as körzet képviselője volt.
| EVK-01 | EVK-01                   |
| ------ | ------------------------ |
|        | Kovács Zsolt Fidesz      |
|        | Oláh László Gábor Jobbik |
|        | Oláh Miklós HTFE-MSZP    |
|        | Pál-Kovács Dezső HESZE   |

| EVK-02 | EVK-02                   |
| ------ | ------------------------ |
|        | Brudnyák János Jobbik    |
|        | Dancs Ferenc HTFE-MSZP   |
|        | Pósa Gábor HESZE         |
|        | Szabóné Marth Éva Fidesz |

| EVK-03 | EVK-03                          |
| ------ | ------------------------------- |
|        | Csiszár Zoltán Miklós HTFE-MSZP |
|        | Dr. Juhász Endre László Fidesz  |
|        | Tóth Imre Jobbik                |
|        | Török István HESZE              |

| EVK-04 | EVK-04                         |
| ------ | ------------------------------ |
|        | Ötvös János Attila Fidesz      |
|        | Szemán István független        |
|        | Szivós Zoltán Imre HTFE-MSZP   |
|        | Virág Gábor Jobbik             |
|        | Dr. Volosinovszki Mihály HESZE |

| EVK-05 | EVK-05                    |
| ------ | ------------------------- |
|        | Dr. Éles András HTFE-MSZP |
|        | Girus Zoltán HESZE        |
|        | Józsi-Tóth Dániel Jobbik  |
|        | Dr. Kis Ágnes Fidesz      |

| EVK-06 | EVK-06                    |
| ------ | ------------------------- |
|        | Boros Miklós HTFE-MSZP    |
|        | Buczkó József Fidesz      |
|        | Nagyné Józsa Beáta Jobbik |
|        | Dr. Szakál Ferenc HESZE   |

| EVK-07 | EVK-07                      |
| ------ | --------------------------- |
|        | Bakó Attila Jobbik          |
|        | Dombi György Levente Fidesz |
|        | Girus László HTFE-MSZP      |
|        | Mészáros János Mihály HESZE |

| EVK-08 | EVK-08                        |
| ------ | ----------------------------- |
|        | Kiss András Jobbik            |
|        | Koppányi Zoltán HESZE         |
|        | Kőrösiné Bódi Judit HTFE-MSZP |
|        | Szólláth Tibor Zoltán Fidesz  |

#### Kompenzációs listák
| Lista   | Lista     | Listavezető           | Jelöltek száma |
| ------- | --------- | --------------------- | -------------- |
|         | HESZE     | Török István          | 9              |
|         | HTFE-MSZP | Dr. Éles András       | 9              |
|         | Jobbik    | Tóth Imre             | 8              |
|         | Fidesz    | Szólláth Tibor Zoltán | 9              |
| 4 lista | 4 lista   |                       | 35             |

| \| Lista \| Lista \| # \| Jelölt \| EVK \| EVK \| \| ----- \| --------- \| ------------------------------- \| --------------------- \| --- \| --- \| \| \| HESZE \| 1. \| Török István \| 03 \| \| \| 2. \| HESZE \| Dr. Szakál Ferenc \| 06 \| \| \| \| 3. \| HESZE \| Girus Zoltán \| 05 \| \| \| \| 4. \| HESZE \| Pál-Kovács Dezső \| 01 \| \| \| \| 5. \| HESZE \| Mészáros János Mihály \| 07 \| \| \| \| 6. \| HESZE \| Dr. Volosinovszki Mihály \| 04 \| \| \| \| 7. \| HESZE \| Pósa Gábor \| 02 \| \| \| \| 8. \| HESZE \| T. Tóth Tibor \| \| \| \| \| 9. \| HESZE \| Medgyesiné Dr. Gombos Éva Mária \| \| \| \| \| \| HTFE-MSZP \| 1. \| Dr. Éles András \| 05 \| \| \| 2. \| HTFE-MSZP \| Oláh Miklós \| 01 \| \| \| \| 3. \| HTFE-MSZP \| Kőrösiné Bódi Judit \| 08 \| \| \| \| 4. \| HTFE-MSZP \| Boros Miklós \| 06 \| \| \| \| 5. \| HTFE-MSZP \| Szivós Zoltán Imre \| 04 \| \| \| \| 6. \| HTFE-MSZP \| Dancs Ferenc \| 02 \| \| \| \| 7. \| HTFE-MSZP \| Girus László \| 07 \| \| \| \| 8. \| HTFE-MSZP \| Csiszár Zoltán Miklós \| 03 \| \| \| \| 9. \| HTFE-MSZP \| Szakál Katalin \| \| \| \| \| \| Jobbik \| 1. \| Tóth Imre \| 03 \| \| \| 2. \| Jobbik \| Nagyné Józsa Beáta \| 06 \| \| \| \| 3. \| Jobbik \| Bakó Attila \| 07 \| \| \| \| 4. \| Jobbik \| Brudnyák János \| 02 \| \| \| \| 5. \| Jobbik \| Józsi-Tóth Dániel \| 05 \| \| \| \| 6. \| Jobbik \| Kiss András \| 08 \| \| \| \| 7. \| Jobbik \| Oláh László Gábor \| 01 \| \| \| \| 8. \| Jobbik \| Virág Gábor \| 04 \| \| \| \| \| Fidesz \| 1. \| Szólláth Tibor Zoltán \| 08 \| \| \| 2. \| Fidesz \| Buczkó József \| 06 \| \| \| \| 3. \| Fidesz \| Dr. Juhász Endre László \| 03 \| \| \| \| 4. \| Fidesz \| Kállai Sándor \| \| \| \| \| 5. \| Fidesz \| Dombi György Levente \| 07 \| \| \| \| 6. \| Fidesz \| Szabóné Marth Éva \| 02 \| \| \| \| 7. \| Fidesz \| Dr. Kis Ágnes \| 05 \| \| \| \| 8. \| Fidesz \| Kovács Zsolt \| 01 \| \| \| \| 9. \| Fidesz \| Ötvös János Attila \| 04 \| \| \| \| \| \| \| \| \| \| |           |                                 |                       |     |     |
| - Aláhúzva a hivatalban lévő listás képviselők, illetve azok, akik ezen a választáson nem indultak el egyéni választókerületben. - A közös listán induló jelöltek mögött található színkód azt a pártot jelöli - amennyiben ez megállapítható -, amelyikhez a jelölt tartozik. |           |                                 |                       |     |     |
| Lista | Lista     | #                               | Jelölt                | EVK | EVK |
| | HESZE     | 1.                              | Török István          | 03  |     |
| 2. | HESZE     | Dr. Szakál Ferenc               | 06                    |     |     |
| 3. | HESZE     | Girus Zoltán                    | 05                    |     |     |
| 4. | HESZE     | Pál-Kovács Dezső                | 01                    |     |     |
| 5. | HESZE     | Mészáros János Mihály           | 07                    |     |     |
| 6. | HESZE     | Dr. Volosinovszki Mihály        | 04                    |     |     |
| 7. | HESZE     | Pósa Gábor                      | 02                    |     |     |
| 8. | HESZE     | T. Tóth Tibor                   |                       |     |     |
| 9. | HESZE     | Medgyesiné Dr. Gombos Éva Mária |                       |     |     |
| | HTFE-MSZP | 1.                              | Dr. Éles András       | 05  |     |
| 2. | HTFE-MSZP | Oláh Miklós                     | 01                    |     |     |
| 3. | HTFE-MSZP | Kőrösiné Bódi Judit             | 08                    |     |     |
| 4. | HTFE-MSZP | Boros Miklós                    | 06                    |     |     |
| 5. | HTFE-MSZP | Szivós Zoltán Imre              | 04                    |     |     |
| 6. | HTFE-MSZP | Dancs Ferenc                    | 02                    |     |     |
| 7. | HTFE-MSZP | Girus László                    | 07                    |     |     |
| 8. | HTFE-MSZP | Csiszár Zoltán Miklós           | 03                    |     |     |
| 9. | HTFE-MSZP | Szakál Katalin                  |                       |     |     |
| | Jobbik    | 1.                              | Tóth Imre             | 03  |     |
| 2. | Jobbik    | Nagyné Józsa Beáta              | 06                    |     |     |
| 3. | Jobbik    | Bakó Attila                     | 07                    |     |     |
| 4. | Jobbik    | Brudnyák János                  | 02                    |     |     |
| 5. | Jobbik    | Józsi-Tóth Dániel               | 05                    |     |     |
| 6. | Jobbik    | Kiss András                     | 08                    |     |     |
| 7. | Jobbik    | Oláh László Gábor               | 01                    |     |     |
| 8. | Jobbik    | Virág Gábor                     | 04                    |     |     |
| | Fidesz    | 1.                              | Szólláth Tibor Zoltán | 08  |     |
| 2. | Fidesz    | Buczkó József                   | 06                    |     |     |
| 3. | Fidesz    | Dr. Juhász Endre László         | 03                    |     |     |
| 4. | Fidesz    | Kállai Sándor                   |                       |     |     |
| 5. | Fidesz    | Dombi György Levente            | 07                    |     |     |
| 6. | Fidesz    | Szabóné Marth Éva               | 02                    |     |     |
| 7. | Fidesz    | Dr. Kis Ágnes                   | 05                    |     |     |
| 8. | Fidesz    | Kovács Zsolt                    | 01                    |     |     |
| 9. | Fidesz    | Ötvös János Attila              | 04                    |     |     |
| |           |                                 |                       |     |     |

### Polgármesterjelöltek
A polgármester-választáson eredetileg három jelölt indult: a hivatalban lévő városvezető, dr. Éles András; Szólláth Tibor, a Fidesz, illetve Török István, a HESZE jelöltje (ugyanez volt a felállás a 2006-os választáson is), utóbbi azonban visszalépett a jelöltségtől. 
| Jelölt                | Szervezet | Szervezet |
| --------------------- | --------- | --------- |
| Dr. Éles András       |           | HTFE-MSZP |
| Szólláth Tibor Zoltán |           | Fidesz    |

## A szavazás menete
A választást 2010. október 3-án, vasárnap bonyolították le. A választópolgárok reggel 6 órától kezdve adhatták le a szavazataikat, egészen a 19 órás urnazárásig.

### Részvétel
| A részvételi adatok napközbeni alakulása | A részvételi adatok napközbeni alakulása | A részvételi adatok napközbeni alakulása | A részvételi adatok napközbeni alakulása | A részvételi adatok napközbeni alakulása               |
| Időpont                                  | Szavazók                                 | Szavazók                                 | +/- 2006 óta (%p)                        | Legnagyobb/legkisebbrészvétel                          |
| Időpont                                  | fő                                       | %                                        | +/- 2006 óta (%p)                        | Legnagyobb/legkisebbrészvétel                          |
| ---------------------------------------- | ---------------------------------------- | ---------------------------------------- | ---------------------------------------- | ------------------------------------------------------ |
| 7:00                                     | 136                                      | 0,95%                                    | 0,22                                     | 18. számú szavazókör 2,98%2. számú szavazókör 0,46%    |
| 9:00                                     | 929                                      | 6,48%                                    | 1,56                                     | 18. számú szavazókör 8,93%3. számú szavazókör 5,27%    |
| 11:00                                    | 2282                                     | 15,92%                                   | 2,08                                     | 18. számú szavazókör 22,92%10. számú szavazókör 13,08% |
| 13:00                                    | 3251                                     | 22,67%                                   | 2,13                                     | 18. számú szavazókör 29,76%10. számú szavazókör 19,32% |
| 15:00                                    | 4271                                     | 29,79%                                   | 1,18                                     | 18. számú szavazókör 44,35%11. számú szavazókör 26,36% |
| 17:30                                    | 5715                                     | 39,86%                                   | 2,37                                     | 18. számú szavazókör 61,01%16. számú szavazókör 35,97% |
| 19:00                                    | 6433                                     | 44,86%                                   | 2,99                                     |                                                        |

|                                  |                                  |        | jogosultakarányában | szavazókarányában |
| -------------------------------- | -------------------------------- | ------ | ------------------- | ----------------- |
| Választójogosult                 | Választójogosult                 | 14 339 |                     |                   |
| Szavazó                          | Szavazó                          | 6 433  | 44,86%              |                   |
| érvényes szavazólap              | érvényes szavazólap              | 6 319  | 44,07%              | 98,23%            |
| érvénytelen / hiányzó szavazólap | érvénytelen / hiányzó szavazólap | 104    | 0,73%               | 1,62%             |
| Távol maradó                     | Távol maradó                     | 7 906  | 55,14%              |                   |

## Eredmény[5]

### Képviselő-választások

#### Egyéni választókerületi eredmények
| Választókerületi eredmények | Választókerületi eredmények | Választókerületi eredmények | Választókerületi eredmények | Választókerületi eredmények | Választókerületi eredmények | Választókerületi eredmények | Választókerületi eredmények | Választókerületi eredmények |
| EVK                         | Jelölt                      | Jelölő szervezet(ek)        | Jelölő szervezet(ek)        | #.                          | Szavazat                    | Szavazat                    | Szavazat                    | Szavazat                    |
| EVK                         | Jelölt                      | Jelölő szervezet(ek)        | Jelölő szervezet(ek)        | #.                          | db                          | jog.%                       | szav.%                      | érv.%                       |
| --------------------------- | --------------------------- | --------------------------- | --------------------------- | --------------------------- | --------------------------- | --------------------------- | --------------------------- | --------------------------- |
| 01                          | Kovács Zsolt                |                             | Fidesz                      | 1.                          | 354                         | 19,55%                      | 44,08%                      | 44,70%                      |
| 01                          | Oláh Miklós                 |                             | HTFE-MSZP                   | 2.                          | 300                         | 16,57%                      | 37,36%                      | 37,88%                      |
| 01                          | Oláh László Gábor           |                             | Jobbik                      | 3.                          | 70                          | 3,87%                       | 8,72%                       | 8,84%                       |
| 01                          | Pál-Kovács Dezső            |                             | HESZE                       | 4.                          | 68                          | 3,75%                       | 8,47%                       | 8,59%                       |
| 02                          | Szabóné Marth Éva           |                             | Fidesz                      | 1.                          | 422                         | 22,76%                      | 54,17%                      | 55,82%                      |
| 02                          | Dancs Ferenc                |                             | HTFE-MSZP                   | 2.                          | 178                         | 9,60%                       | 22,85%                      | 23,54%                      |
| 02                          | Brudnyák János              |                             | Jobbik                      | 3.                          | 109                         | 5,88                        | 13,99%                      | 14,42%                      |
| 02                          | Pósa Gábor                  |                             | HESZE                       | 4.                          | 47                          | 2,54%                       | 6,03%                       | 6,22%                       |
| 03                          | Dr. Juhász Endre László     |                             | Fidesz                      | 1.                          | 450                         | 24,28%                      | 53,19%                      | 53,83%                      |
| 03                          | Török István                |                             | HESZE                       | 2.                          | 152                         | 8,20%                       | 17,97%                      | 18,18%                      |
| 03                          | Csiszár Zoltán Miklós       |                             | HTFE-MSZP                   | 3.                          | 128                         | 6,91%                       | 15,13%                      | 15,31%                      |
| 03                          | Tóth Imre                   |                             | Jobbik                      | 4.                          | 106                         | 5,72%                       | 12,53%                      | 12,68%                      |
| 04                          | Ötvös János Attila          |                             | Fidesz                      | 1.                          | 452                         | 23,76%                      | 56,93%                      | 59,24%                      |
| 04                          | Szivós Zoltán Imre          |                             | HTFE-MSZP                   | 2.                          | 150                         | 7,89%                       | 18,89%                      | 19,66%                      |
| 04                          | Virág Gábor                 |                             | Jobbik                      | 3.                          | 61                          | 3,21%                       | 7,68%                       | 7,99%                       |
| 04                          | Dr. Volosinovszki Mihály    |                             | HESZE                       | 4.                          | 53                          | 2,79%                       | 6,68%                       | 6,95%                       |
| 04                          | Szemán István               |                             | független                   | 5.                          | 47                          | 2,47%                       | 5,92%                       | 6,16%                       |
| 05                          | Dr. Kis Ágnes               |                             | Fidesz                      | 1.                          | 351                         | 20,44%                      | 47,82%                      | 48,95%                      |
| 05                          | Dr. Éles András             |                             | HTFE-MSZP                   | 2.                          | 275                         | 16,02%                      | 37,47%                      | 38,35%                      |
| 05                          | Girus Zoltán                |                             | HESZE                       | 3.                          | 49                          | 2,85%                       | 6,68%                       | 6,83%                       |
| 05                          | Józsi-Tóth Dániel           |                             | Jobbik                      | 4.                          | 42                          | 2,45%                       | 5,72%                       | 5,86%                       |
| 06                          | Buczkó József               |                             | Fidesz                      | 1.                          | 399                         | 22,04%                      | 45,97%                      | 46,89%                      |
| 06                          | Dr. Szakál Ferenc           |                             | HESZE                       | 2.                          | 195                         | 10,77%                      | 22,47%                      | 22,91%                      |
| 06                          | Boros Miklós                |                             | HTFE-MSZP                   | 3.                          | 184                         | 10,17%                      | 21,20%                      | 21,62%                      |
| 06                          | Nagyné Józsa Beáta          |                             | Jobbik                      | 4.                          | 73                          | 4,03%                       | 8,41%                       | 8,58%                       |
| 07                          | Dombi György Levente        |                             | Fidesz                      | 1.                          | 459                         | 27,57%                      | 58,55%                      | 60,24%                      |
| 07                          | Girus László                |                             | HTFE-MSZP                   | 2.                          | 169                         | 10,15%                      | 21,56%                      | 22,18%                      |
| 07                          | Bakó Attila                 |                             | Jobbik                      | 3.                          | 82                          | 4,92%                       | 10,46%                      | 10,76%                      |
| 07                          | Mészáros János Mihály       |                             | HESZE                       | 4.                          | 52                          | 3,12%                       | 6,63%                       | 6,82%                       |
| 08                          | Szólláth Tibor Zoltán       |                             | Fidesz                      | 1.                          | 396                         | 22,93%                      | 48%                         | 48,89%                      |
| 08                          | Kőrösiné Bódi Judit         |                             | HTFE-MSZP                   | 2.                          | 354                         | 20,50%                      | 42,91%                      | 43,70%                      |
| 08                          | Kiss András                 |                             | Jobbik                      | 3.                          | 38                          | 2,20%                       | 4,61%                       | 4,69%                       |
| 08                          | Koppányi Zoltán             |                             | HESZE                       | 4.                          | 22                          | 1,27%                       | 2,67%                       | 2,72%                       |

| EVK            | Megválasztott képviselő | Megválasztott képviselő | Megválasztott képviselő | Szavazat | Szavazat | Szavazat | Szavazat | Előny a 2. előtt (%p) |
| EVK            | név                     | szervezet(ek)           | szervezet(ek)           | db       | jog.%    | szav.%   | érv.%    | Előny a 2. előtt (%p) |
| -------------- | ----------------------- | ----------------------- | ----------------------- | -------- | -------- | -------- | -------- | --------------------- |
| 01             | Kovács Zsolt            |                         | Fidesz                  | 354      | 19,55%   | 44,08%   | 44,70%   | 6,82                  |
| 02             | Szabóné Marth Éva       |                         | Fidesz                  | 422      | 22,76%   | 54,17%   | 55,82%   | 32,28                 |
| 03             | Dr. Juhász Endre László |                         | Fidesz                  | 450      | 24,28%   | 53,19%   | 53,83%   | 35,65                 |
| 04             | Ötvös János Attila      |                         | Fidesz                  | 452      | 23,76%   | 56,93%   | 59,24%   | 39,58                 |
| 05             | Dr. Kis Ágnes           |                         | Fidesz                  | 351      | 20,44%   | 47,82%   | 48,95%   | 10,60                 |
| 06             | Buczkó József           |                         | Fidesz                  | 399      | 22,04%   | 45,97%   | 46,89%   | 23,98                 |
| 07             | Dombi György Levente    |                         | Fidesz                  | 459      | 27,57%   | 58,55%   | 60,24%   | 38,06                 |
| 08             | Szólláth Tibor Zoltán   |                         | Fidesz                  | 396      | 22,93%   | 48%      | 48,89%   | 5,19                  |
| Összesen/átlag | Összesen/átlag          | Összesen/átlag          | Összesen/átlag          | 3283     | 22,92%   | 51,09%   | 52,32%   |                       |

#### Kompenzációs listás eredmények
A kompenzációs listák között azokat a szavazatokat osztották szét, amelyeket olyan jelöltek kaptak, akik nem nyertek, s így ezek a szavazatok nem eredményezek képviselői megbízatást. Az így nyert töredékszavazatok a listát állító szervezetek között arányosan osztották el.
Három kompenzációs lista lépte át a mandátumszerzéshez minimálisan szükséges 5%-os küszöböt, 1-1 mandátumhoz jutottak: a HTFE-MSZP, a HESZE és a Jobbik.
| Lista | Lista     | Töredék szavazat | Képviselő |
| ----- | --------- | ---------------- | --------- |
|       | HESZE     | 632              | 1         |
|       | HTFE-MSZP | 1 738            | 1         |
|       | Jobbik    | 581              | 1         |
|       | Fidesz    | 0                | 0         |

#### Összesítés

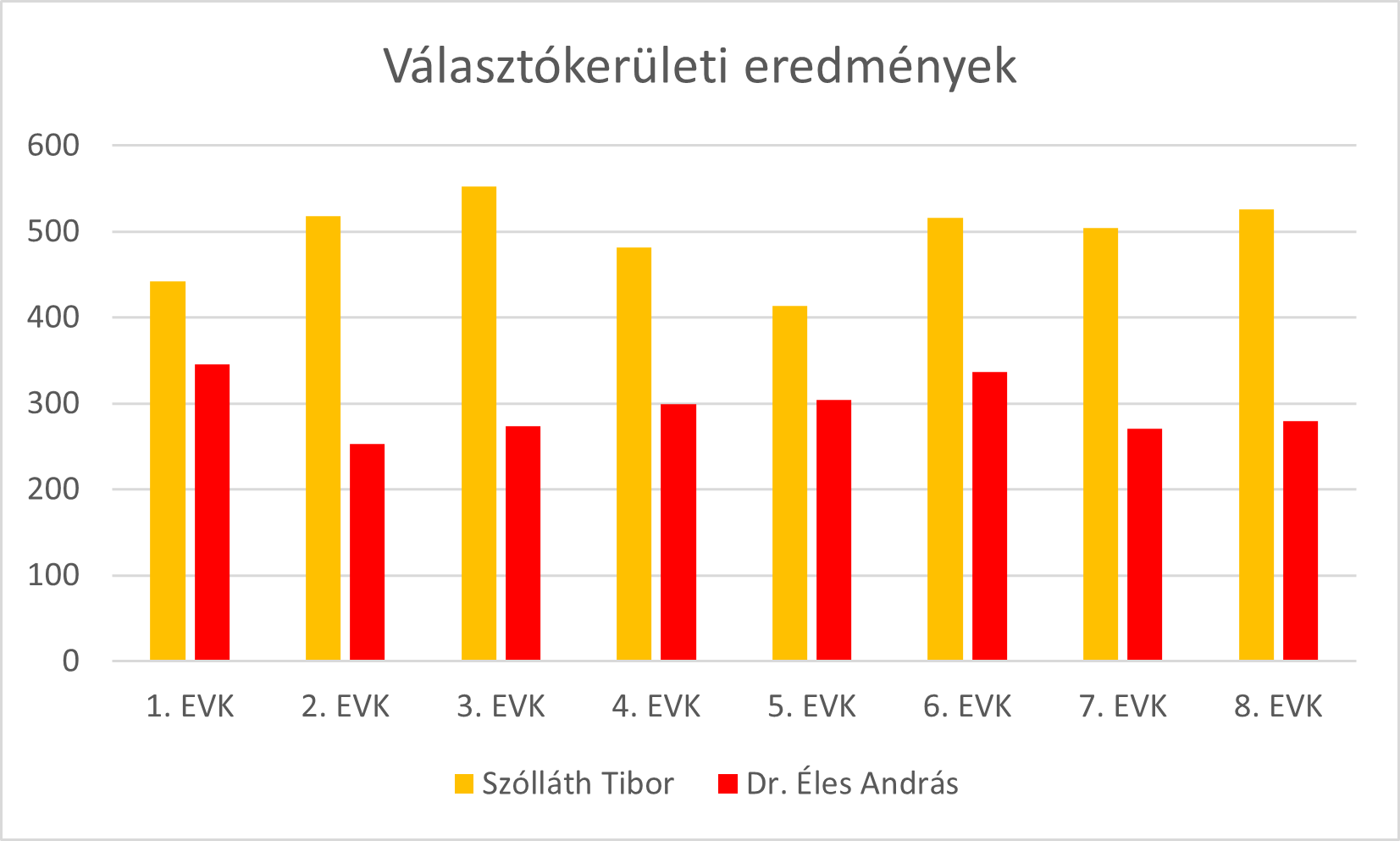
Választókerületekre lebontott eredmény

| Szervezet              | Szervezet | Érvényes szavazat | Érvényes szavazat | Képviselő | Képviselő |
| ---------------------- | --------- | ----------------- | ----------------- | --------- | --------- |
|                        | Fidesz    | 3283              | 52,22%            | 8         | 72,7%     |
|                        | HTFE-MSZP | 1738              | 27,64%            | 1         | 9,1%      |
|                        | HESZE     | 632               | 10,05%            | 1         | 9,1%      |
|                        | Jobbik    | 581               | 9,24%             | 1         | 9,1%      |
|                        | független | 53                | 0,84%             | 0         |           |
| Összesen               | Összesen  | 6287              |                   | 11        |           |
| \| 1 \| 1 \| 1 \| 8 \| |           |                   |                   |           |           |
| 1                      | 1         | 1                 | 8                 |           |           |

### Polgármester-választás
| Szólláth Tibor |                 |
|                |                 |
|                | Dr. Éles András |

| \| Polgármester-választás \| Polgármester-választás \| Polgármester-választás \| Polgármester-választás \| Polgármester-választás \| \| ---------------------- \| ---------------------- \| ---------------------- \| ---------------------- \| ---------------------- \| \| Jelöltek \| \| \| szavazat \| \| \| Szólláth Tibor \| Szólláth Tibor \| \| 3906 \| 3906 \| \| Dr. Éles András \| Dr. Éles András \| \| 2413 \| 2413 \| \| \| \| \| \| \| |                 |  |          |      |
| Polgármester-választás |                 |  |          |      |
| Jelöltek |                 |  | szavazat |      |
| Szólláth Tibor | Szólláth Tibor  |  | 3906     | 3906 |
| Dr. Éles András | Dr. Éles András |  | 2413     | 2413 |
| |                 |  |          |      |

| Polgármester-választás | Polgármester-választás | Polgármester-választás | Polgármester-választás | Polgármester-választás |
| ---------------------- | ---------------------- | ---------------------- | ---------------------- | ---------------------- |
| Jelöltek               |                        |                        | szavazat               |                        |
| Szólláth Tibor         | Szólláth Tibor         |                        | 3906                   | 3906                   |
| Dr. Éles András        | Dr. Éles András        |                        | 2413                   | 2413                   |
|                        |                        |                        |                        |                        |

## A megválasztott önkormányzat
|      |           |           |           |
| Párt | Párt      | Képviselő | Képviselő |
|      | Fidesz    | 8         | 72,7%     |
|      | MSZP-HTFE | 1         | 9,1%      |
|      | HESZE     | 1         | 9,1%      |
|      | Jobbik    | 1         | 9,1%      |

| Polgármester          | Polgármester | Polgármester | Polgármester | Polgármester | Polgármester | Polgármester | Polgármester | Polgármester | Polgármester | Polgármester | Polgármester |
| --------------------- | ------------ | ------------ | ------------ | ------------ | ------------ | ------------ | ------------ | ------------ | ------------ | ------------ | ------------ |
| Szólláth Tibor Zoltán |              | Fidesz       | Fidesz       | Fidesz       | Fidesz       | Fidesz       | Fidesz       | Fidesz       | Fidesz       | Fidesz       | -            |
| Képviselő-testület    |              |              |              |              |              |              |              |              |              |              |              |
| Szervezet             | Képviselő    | Képviselő    | Képviselő    | Képviselő    | Képviselő    | Képviselő    | Képviselő    | Képviselő    | Képviselő    | Képviselő    | ± 2006 óta   |
| Fidesz                |              |              |              |              |              |              |              |              | 8            | 72,7%        | -1           |
| MSZP-HTFE             |              |              |              |              |              |              |              |              | 1            | 9,1%         | -6           |
| HESZE                 |              |              |              |              |              |              |              |              | 1            | 9,1%         | –            |
| Jobbik                |              |              |              |              |              |              |              |              | 1            | 9,1%         | Új           |
| Összesen              |              |              |              |              |              |              |              |              | 11           |              |              |

| EVK       | 01            | 02                | 03                      | 04                    |
| --------- | ------------- | ----------------- | ----------------------- | --------------------- |
| Képviselő | Kovács Zsolt  | Szabóné Marth Éva | Dr. Juhász Endre László | Ötvös János Attila    |
| Szervezet |               |                   |                         |                       |
| Fidesz    | Fidesz        | Fidesz            | Fidesz                  |                       |
|           |               |                   |                         |                       |
| EVK       | 05            | 06                | 07                      | 08                    |
| Képviselő | Dr. Kis Ágnes | Buczkó József     | Dombi György Levente    | Szólláth Tibor Zoltán |
| Szervezet |               |                   |                         |                       |
| Fidesz    | Fidesz        | Fidesz            | Fidesz                  |                       |

| Szervezet | Szervezet | Képviselő    |
| --------- | --------- | ------------ |
|           | MSZP-HTFE | Oláh Miklós  |
|           | HESZE     | Török István |
|           | Jobbik    | Tóth Imre    |

## A választás után
A választáson fölényes győzelmet aratott a Fidesz: jelöltjei mind a 8 körzetben győztek (4 körzetben 50% feletti eredménnyel), Szólláth Tibor pedig 62%-os eredménnyel vehette át a polgármesteri pozíciót dr. Éles Andrástól, aki 16 év után távozott hivatalából. A baloldali koalíció súlyos vereséget szenvedett: a korábbi 7 helyett csak 1 képviselőt tudtak kompenzációs listáról a testületbe delegálni, ami a testület létszámának csökkenése mellett is komoly veszteség. Bár a listavezető dr. Éles András volt, helyét átadta a listán utána következő Oláh Miklós volt alpolgármesternek. A legszorosabb eredmény a 8. választókerületben született, ahol Szólláth Tibor és Kőrösiné Bódi Judit MSZP-s jelölt között 5 százalékpont volt a különbség. Bekerült még a testületbe Török István a HESZE listájáról, illetve először küldhetett képviselőt a testületbe a Jobbik Tóth Imre személyében, aki az előző ciklusban a Polgári Összefogás frakciójának tagja volt. Sokan távoztak akár hosszú idő után is a testületből: dr. Éles András (HTFE), Boros Miklós (HTFE) és László Sándor (MSZP) 20, dr. Kiss József (Fidesz) 12, Balogh Zsigmond (HTFE), Kőrösiné Bódi Judit (MSZP) és Miltner Attila (MSZP) 8, Kállai Sándor (Fidesz) pedig 4 év után fejezte be a képviselői munkát (közülük csak Éles András, Boros Miklós és Kőrösiné Bódi Judit indult el a 2010-es választáson, Kállai Sándor pedig a Fidesz listáján szerepelt). Új képviselőként került be Kovács Zsolt, Ötvös Attila és dr. Kis Ágnes, mindannyian a Fidesz színeiben. Az új képviselő-testület 2010. október 13-án alakult meg, ahol főállású alpolgármesternek dr. Juhász Endrét választották meg a képviselők, aki az előző ciklusban szintén alpolgármester volt Oláh Miklós mellett.